# Christine Petrovici
Christine Petrovici (ortografiat și Cristina Petrovici sau Christine Petrovicz, nume de fată Metzenrath, n. 18 noiembrie 1950, Timișoara) este o fostă handbalistă română care a jucat pentru echipa națională a României pe postul de extremă stânga.

## Biografie
Christine Metzenrath-Petrovici și-a început cariera ca junioară în 1967, la Liceul nr. 4 din Timișoara, sub îndrumarea profesoarei Titela Zamfirache, și a continuat ca senioară la Universitatea Timișoara, echipă alături de care a câștigat mai multe titluri naționale. Prima competiție importantă la care a participat a fost ediția din 1967 a Trofeului Carpați, unde a evoluat pentru selecționata de tineret a orașului București.
Christine Metzenrath-Petrovici a fost componentă a selecționatei României care a câștigat medalia de argint la Campionatul Mondial de Handbal Feminin din 1973, desfășurat în Iugoslavia. Petrovici a jucat în cinci partide, în care a înscris opt goluri. De asemenea, ea a făcut parte și din selecționata României care s-a clasat pe locul patru la Campionatul Mondial de Handbal Feminin din 1975, desfășurat în URSS, unde a evoluat în trei partide și a înscris două goluri.
În urma unei ședințe de analiză cu toți antrenorii echipelor de handbal feminin, desfășurată în 1975, după Campionatul Mondial, s-a stabilit prin vot deschis clasamentul pe posturi din lotul lărgit al selecționatei României. Clasamentul extremelor stânga a fost următorul: Christine Petrovici (46 voturi), Maria Magyari (32 voturi), Iuliana Hobincu (28 voturi), Emilia Munteanu (5 voturi). În 1976, cele 22 de jucătoare alese prin vot au fost urmărite în meciuri de pregătire și din campionatul intern, iar lotul a fost restrâns apoi la 16 jucătoare cu care s-a atacat etapa finală de omogenizare și pregătire.
Astfel, în final, Christine Metzenrath-Petrovici a fost selectată să facă parte din naționala de 14 handbaliste a României care a obținut apoi locul patru la Jocurile Olimpice de vară din 1976, desfășurate la Montreal. Ea a jucat în patru din cele cinci meciuri și a înscris trei goluri.
Christine Metzenrath-Petrovici a fost chemată pentru prima dată în 1967 la echipa națională de senioare a României, pentru care a evoluat în total în 110 de partide, în care a înscris 187 goluri.
Actualmente, Christine Petrovici este stabilită în Germania.

## Palmares
Echipa națională
- Campionatul Mondial:
  -  Medalie de argint: 1973

Club
- Cupa Campionilor Europeni:
  - Finalistă: 1973

- Campionatul Național:
  -  Câștigătoare: 1971, 1972, 1975, 1976, 1977

## Distincții
În 1970, Christinei Petrovici i s-a conferit titlul de „Maestru al Sportului”, iar în 1998, titlul de „Maestru Emerit al Sportului” pentru medalia de argint obținută la Campionatul Mondial din 1973.
În octombrie 2010, cu ocazia competiției „Trofeul Carpați”, Federația Română de Handbal a programat o ceremonie dedicată fostelor componente ale echipei naționale care au atins minimum o sută de selecții. Cu această ocazie, Christinei Petrovici i s-au înmânat o plachetă și o diplomă de excelență care îi conferă titlul de membru de onoare al FRH.
În 2006, cu ocazia unei vizite pe care Gheorghe Ciuhandu a făcut-o în orașul înfrățit Karlsruhe, primarul Timișoarei a înmânat 60 de diplome de onoare unor sportivi, antrenori și arbitri originari din orașul de pe Bega, printre care și Christinei Petrovici.
Constantin Pilică Popescu, cel mai titrat antrenor din handbalul feminin românesc, a inclus-o pe Christine Metzenrath-Petrovici într-o echipă ideală care cuprinde handbaliste din România din toate timpurile.

### Decorații
- Medalia „Meritul Sportiv” clasa I (18 august 1976) „pentru rezultatele deosebite obținute la Jocurile olimpice de vară de la Montreal – 1976, precum și pentru contribuția adusă la dezvoltarea activității sportive și la creșterea prestigiului sportului românesc pe plan internațional”[9][10]